# Musculus flexor pollicis brevis

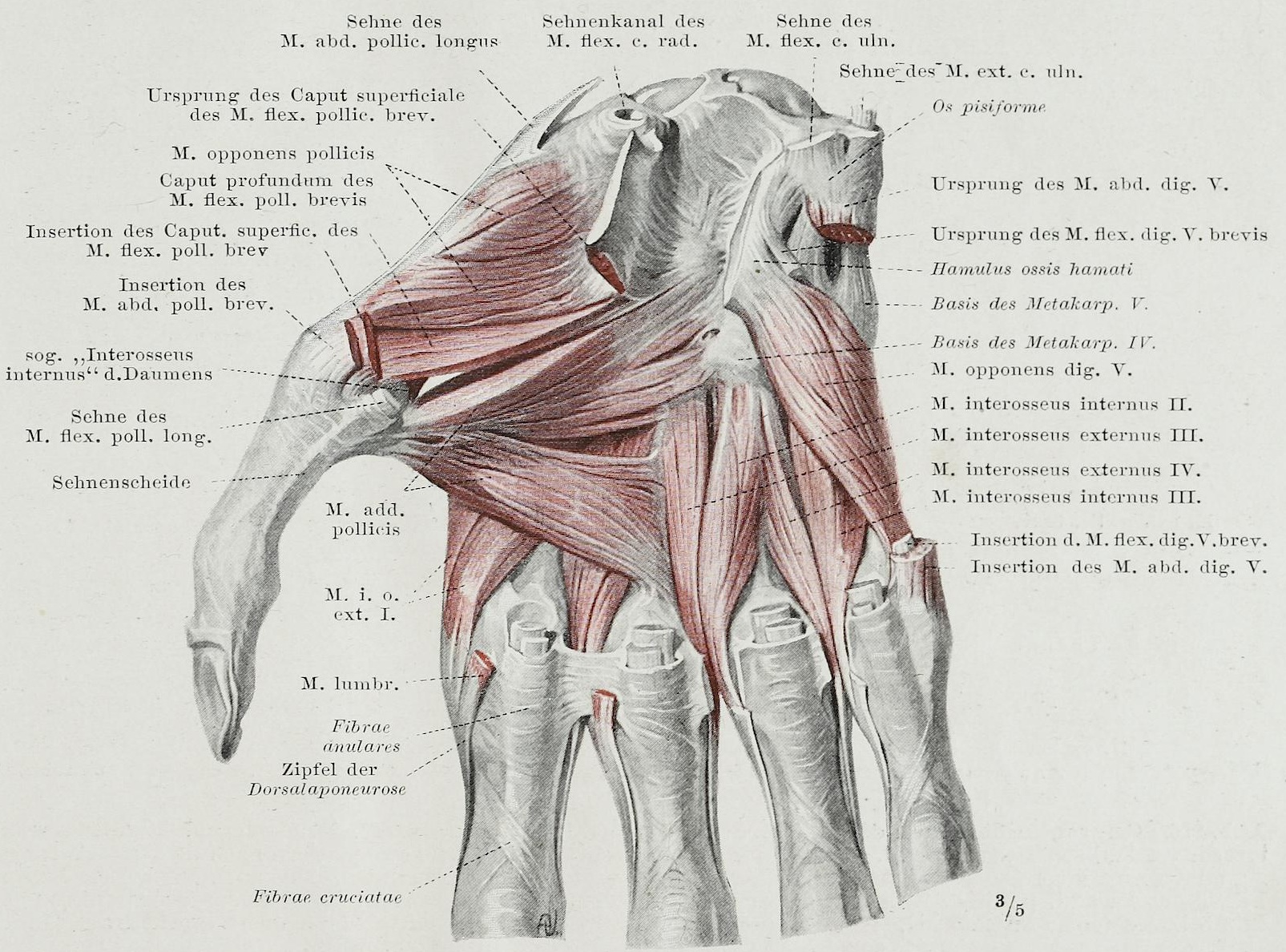
Das Caput superficiale des M. flexor pollicis brevis wurde entfernt; die Lage des Muskelbauchs ist durch den Abdruck auf seinem „Bett“, welches zum Teil durch den Opponens pollicis und zum Teil durch das Caput profundum gebildet wird, zu erkennen.

Der Musculus flexor pollicis brevis (lat. für „kurzer Daumenbeuger“) ist einer der Muskeln des Daumenballens. Er besteht aus zwei Köpfen:
- dem vom N. medianus innervierten Caput superficiale, welches am Retinaculum flexorum entspringt, und
- dem vom N. ulnaris innervierten Caput profundum, welches hauptsächlich am großen Vieleckbein sowie vom Kopfbein und der Basis des 1. Mittelhandknochens entspringt.

Die beiden Köpfe werden durch die Sehne des darüberverlaufenden M. flexor pollicis longus getrennt und inserieren an der Basis der proximalen (körpernahen) Phalanx (Fingerglied) des Daumens über das radial gelegene Sesambein. Bei den Haustieren ist dieser Muskel nicht vorhanden.

## Lage
Der Muskel liegt im gleichen Niveau wie der Opponens pollicis, tritt aber neben dem Abduktor, welchen jenen bedeckt, fast vollkommen frei unter die Haut. Er formt knapp die mediale Hälfte des eigentlichen Oberflächenwulstes des Daumenballens.

## Funktion
Der Musculus flexor pollicis brevis beugt den Daumen im Daumensattelgelenk und im Daumengrundgelenk. Darüber hinaus bewirkt er eine Adduktion und ist an der Oppositionsbewegung des Daumens beteiligt. Ferner kann er eine Flexion und eine Adduktion des Metacarpale I hervorrufen.